# Vipassana
Vipassana (Pāli: vipassanā) is een vorm van inzichtsmeditatie, een eenvoudige praktische remedie voor universele problemen. Deze meditatie is een proces van zelfobservatie met als doel de geest tot in de diepste lagen te zuiveren van negativiteit en onzuiverheden als woede, haat, hebzucht en angst. Naarmate de invloed hiervan zwakker wordt, komen positieve eigenschappen zoals wijsheid (pañña), liefde, mededogen, vreugde en gelijkmoedigheid vanzelf tot ontwikkeling.

## Ontstaan
De techniek is volgens aanhangers in Myanmar uit de jaren 50 in haar oorspronkelijke en pure vorm bewaard gebleven en gebaseerd op de geschriften van de Pali-canon van het theravadaboeddhisme. Het woord vipassanā (Pāli) betekent helder inzicht, de dingen zien zoals ze werkelijk zijn en heeft betrekking op een diep penetrerend inzicht in de natuur van het bestaan, zoals door Gautama Boeddha onderwezen werd in de leer van de drie karakteristieken.
De techniek werd evenwel niet onderwezen door Boeddha en in de Pali-canon wordt er ook niet naar verwezen. In de tiende eeuw stopte de meditatiepraktijk in het Therevada-boeddhisme. Pas in de 18e eeuw kwam er hernieuwde aanhang na herinterpretatie van klassieke teksten zoals de Maha Satipatthana Sutta waar niet over vipassana wordt gesproken maar over de ontwikkeling van sati (mindfulness). De Boeddha zelf plaatst sati altijd in de context van samadhi (concentratie) in het Edele achtvoudige pad In de 20e eeuw werd de techniek als nieuwe Birmese methode onderwezen door bijvoorbeeld Mahasi Sayadaw die een beroep deed op de Commentaren om zijn techniek te verantwoorden. Mahasi Sayadaw zag de beoefening van Vipassana meditatie als opstap voor diegenen die niet vanaf het begin in staat zijn om samatha meditatie (de ontwikkeling van jhana) te beoefenen, om in de loop van de volhardende beoefening in die methode alsnog over te stappen op methoden ter bereiking van jhana
Wereldwijd worden regelmatig vipassanaretraites georganiseerd.
Vooral de meditatietechnieken van S.N. Goenka zijn wijdverspreid, maar er zijn tal van andere technieken, die soms onbekend zijn in het westen, of die juist alleen in het westen door relatief onbekende leraren worden onderwezen.
Over het algemeen noemen alle leraren in Myanmar hun meditatietechniek "vipassanameditatie". Een uitzondering hierop vormt Pa-Auk Sayadaw, die dhyanameditatie benadrukt, gebruik makend van de 40 traditionele meditatietechnieken uit het Visuddhimagga. Ook de Mukyawann Sayadaw (in Thailand bekend als Luang por Opart) benadrukt samatha meditatie gericht op de kwaliteiten van de Boeddha (buddhanusati) als voorwaarde voor vipassana.